# Raids (família)

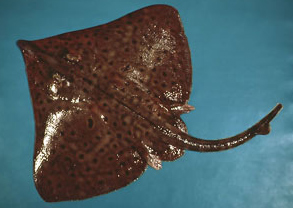
Dipturus laevis

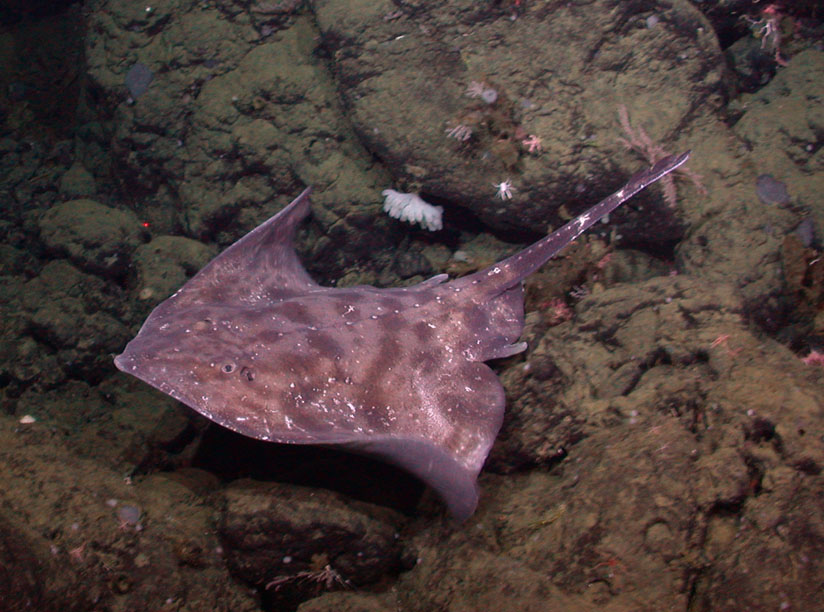
Amblyraja badia fotografiada a 1.641 m de fondària.

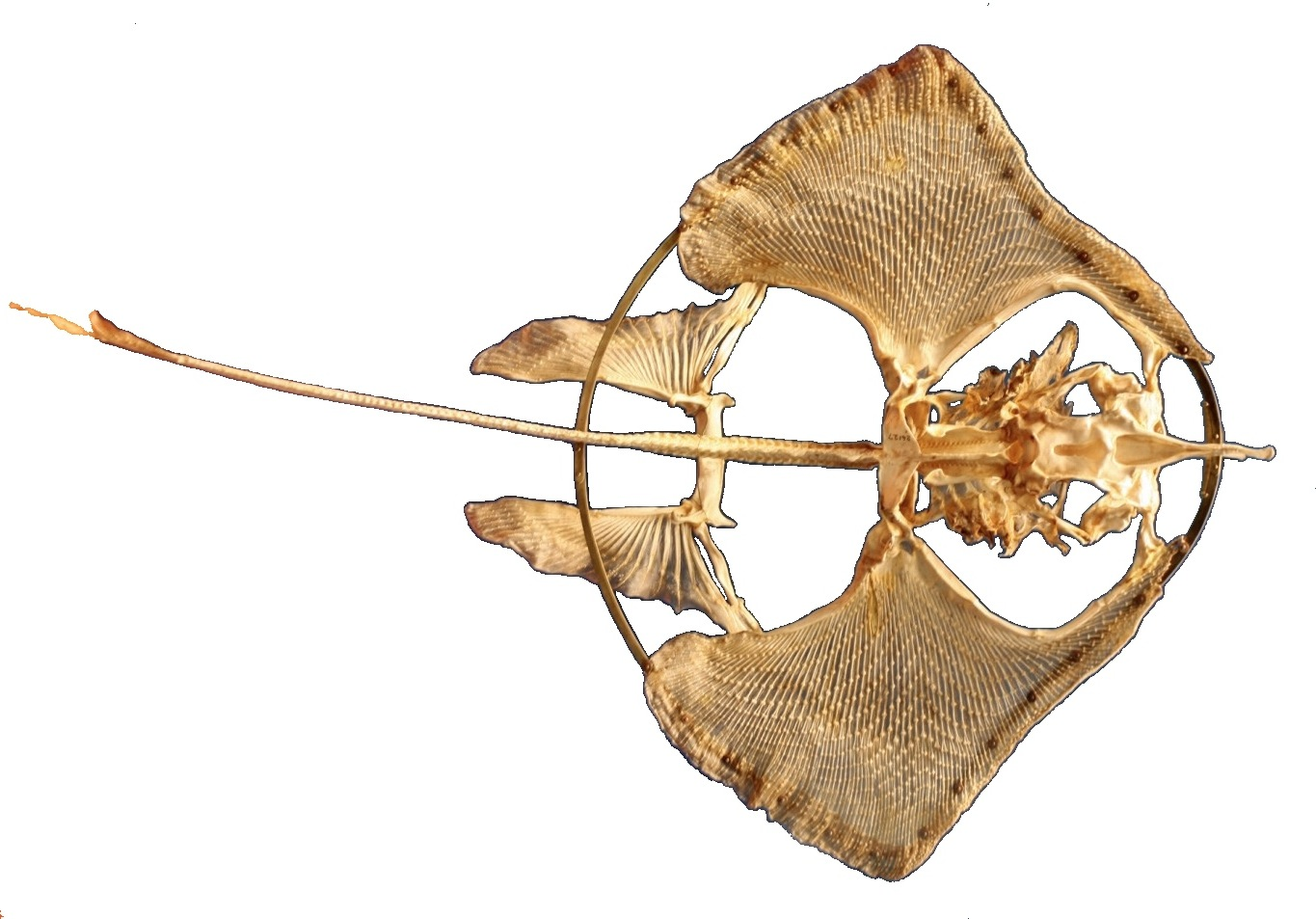
Leucoraja ocellata

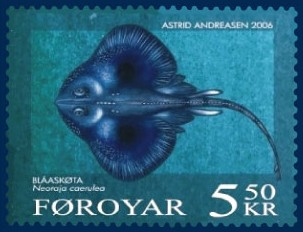
Neoraja caerulea en un segell de les illes Fèroe.

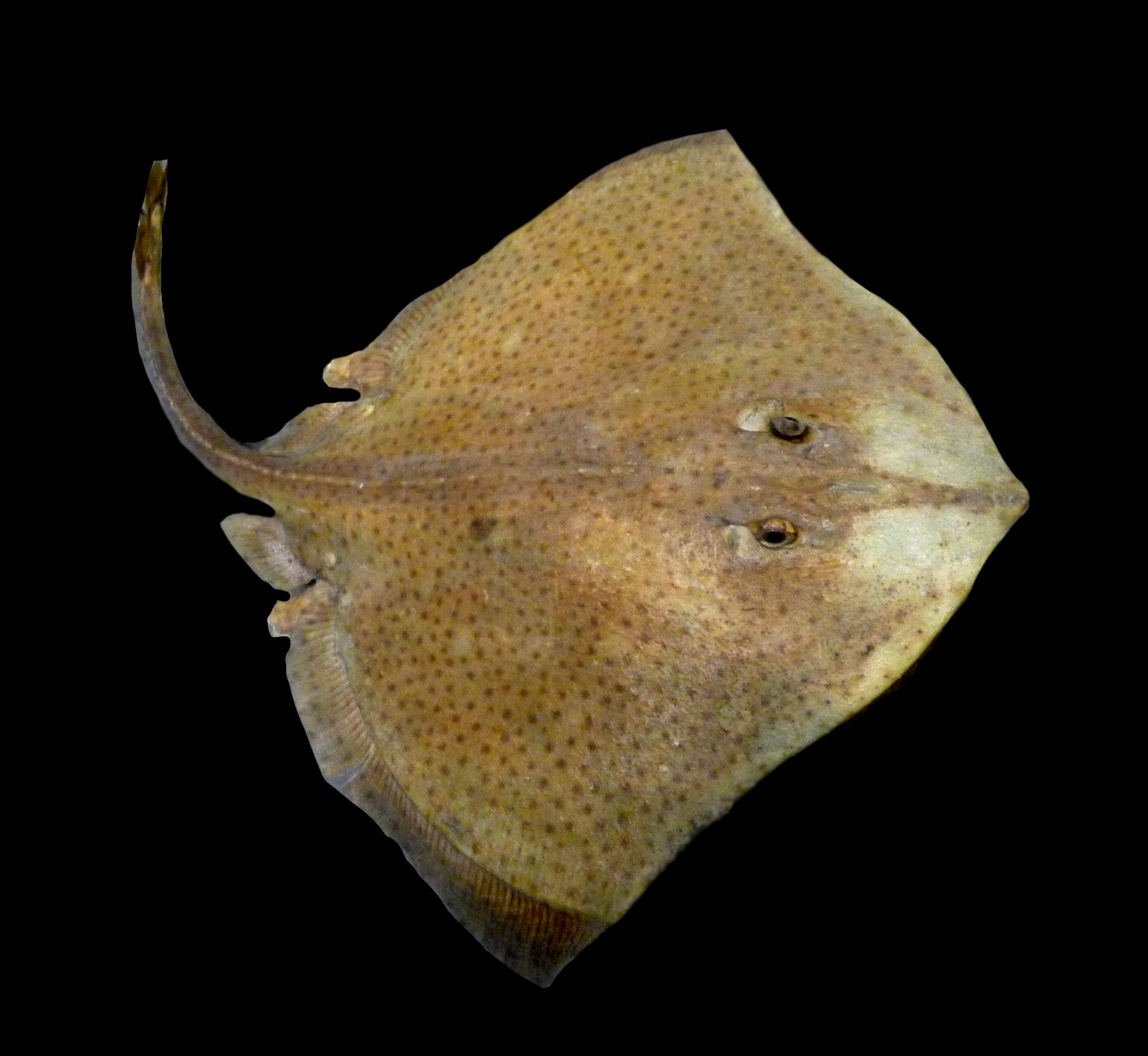
Raja brachyura

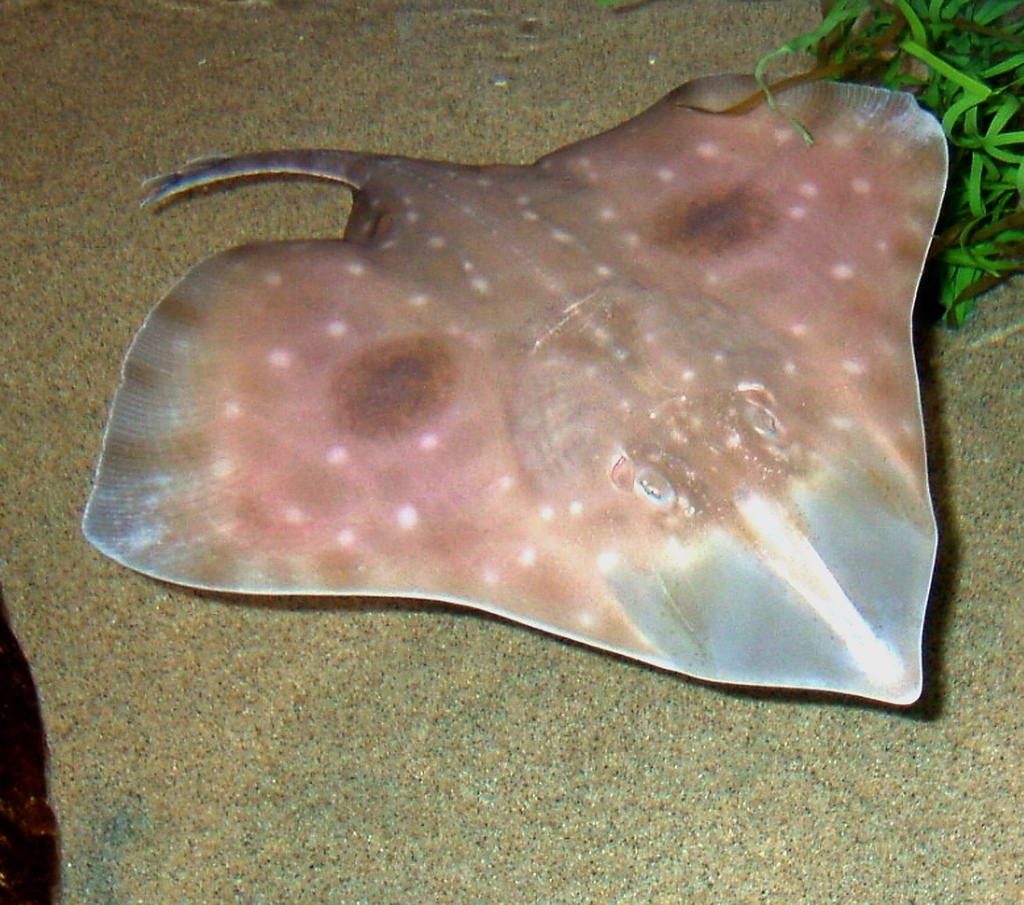
Raja binoculata

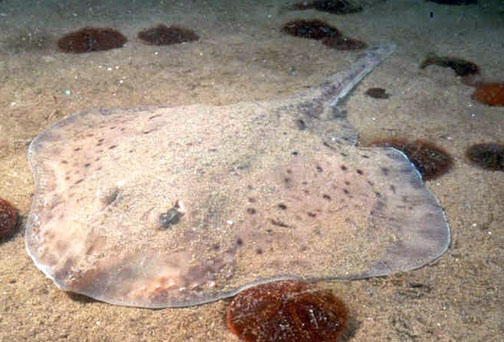
Leucoraja erinacea

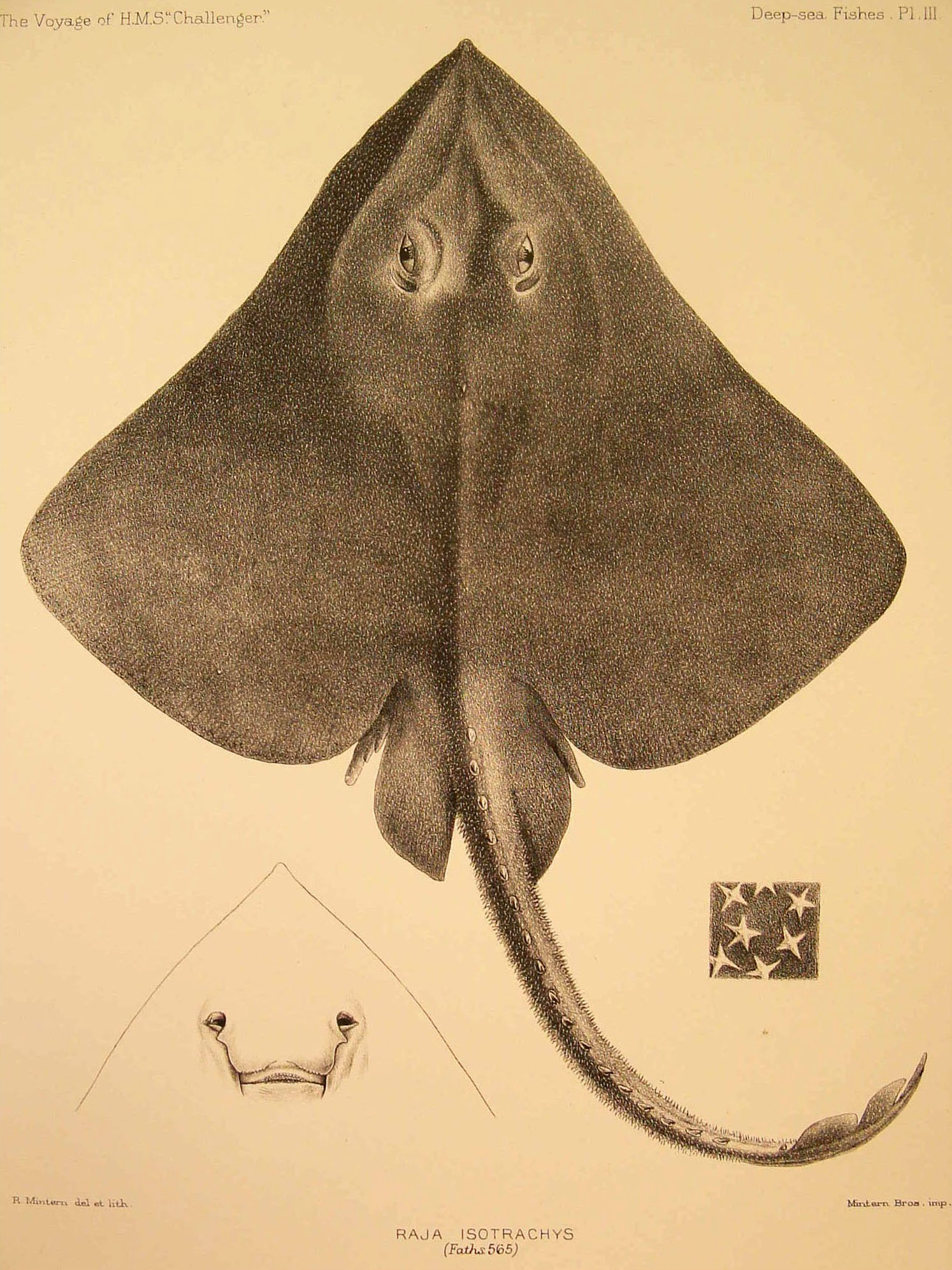
Bathyraja isotrachys

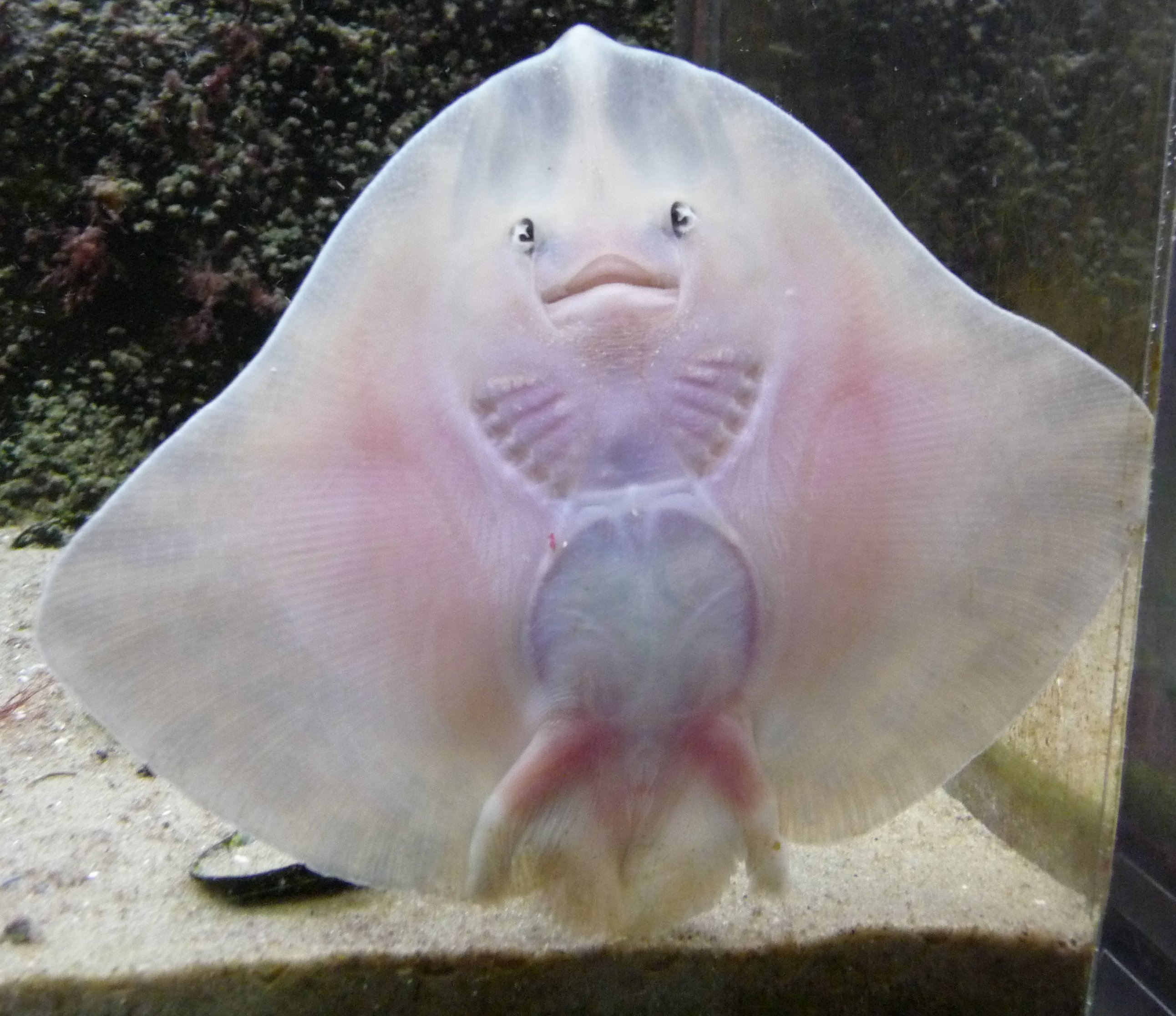
Amblyraja radiata

Els raids o ràids (Rajidae) són una família de peixos cartilaginosos batoïdeus de l'ordre dels raïformes i a la qual pertanyen les rajades.

## Morfologia
- Cap, cos i aletes pectorals formen un disc romboïdal o circular.
- Cua prima i ben demarcada del cos.
- Dues aletes dorsals a prop de la part posterior de la cua.
- Les aletes pèlviques tenen dos lòbuls separats per una fenedura.
- L'aleta caudal és com un plec per darrere de la segona dorsal.
- Els ulls són damunt del cap i amb espiracles immediatament per darrere.[6]

## Reproducció
Són ovípars.

## Alimentació
Mengen organismes bentònics.

## Distribució geogràfica
Es troba a tots els mars i oceans de la Terra.

## Ús comercial
Llurs aletes són considerades una delicadesa gastronòmica.

## Gèneres
- Amblyraja (Malm, 1877)[8]
- Arhynchobatis (Waite, 1909)[9]
  - Arhynchobatis asperrimus  (Waite, 1909)[10]
- Atlantoraja (Menni, 1872)[11]
- Bathyraja (Ishiyama, 1958)[12]
- Breviraja (Bigelow & Schroeder, 1948)[13]
- Brochiraja (Last & McEachran, 2006)[14]
- Cruriraja (Bigelow & Schroeder, 1948)[13]
- Cyclobatis †
- Dactylobatus (Bean & Weed, 1909)[15]
- Dentiraja (Whitley, 1940)[16]
- Dipturus (Rafinesque, 1810)[17]
- Fenestraja (McEachran & Compagno, 1982)[18]
- Gurgesiella (de Buen, 1959)[19]
- Insentiraja (Yearsley & Last, 1992)[20]
- Irolita (Whitley, 1931)[21]
- Leucoraja (Malm, 1877)[22]
- Malacoraja (Stehmann, 1970)[23]
- Neoraja (McEachran & Compagno, 1982)[18]
- Notoraja (Ishiyama, 1958)[12]
- Okamejei (Ishiyama, 1958)[12]
- Pavoraja (Whitley, 1939)[24]
- Psammobatis (Günther, 1870)[25]
- Pseudoraja (Bigelow & Schroeder, 1954)[26]
  - Pseudoraja fischeri  (Bigelow & Schroeder, 1954)[27]
- Raja (Linnaeus, 1758)[28]
- Rajella (Stehmann, 1970)[23]
- Rhinoraja (Ishiyama, 1952)[29]
- Rioraja (Whitley, 1939)[24]
  - Rioraja agassizii  (Müller & Henle, 1841)[30]
- Rostroraja (Hulley, 1972)[31]
  - Rajada blanca (Rostroraja alba ) (Lacépède, 1803)[32]
- Sinobatis (Hulley, 1973)[33]
- Sympterygia (Müller & Henle, 1837)[34]
- Zearaja (Whitley, 1939)[35][36][37][38][39]